# Бразилия на зимних Олимпийских играх 1994
Бразилия принимала участие в Зимних Олимпийских играх 1994 года в Лиллехамере (Норвегия) в третий раз за свою историю, но не завоевала ни одной медали. Страну представлял горнолыжник Лотар-Кристиан Мундер, проживавший в Германии с пятимесячного возраста.

## Результаты соревнований

### Горнолыжный спорт
Мужчины
| Спортсмен             | Соревнование     | Время   | Отставание | Место |
| --------------------- | ---------------- | ------- | ---------- | ----- |
| Лотар-Кристиан Мундер | скоростной спуск | 1:56,48 | +11,73     | 50    |